# Томас Бюстрем
Томас Бюстрем (швед. Thomas Byström, 27 листопада 1893 — 22 липня 1979) — шведський вершник.
Срібний призер Олімпійських Ігор 1932 року в командній виїздці.